# Campeonato Asiático de Clubes de Voleibol Masculino
Es Campeonato Asiático de Clubes de Voleibol Masculino (oficialmente Asian Men's Club Volleyball Championship) es la máxima competición asiática de voleibol a nivel de clubes organizada por la CAV.

## Historia
La competición se juega anualmente desde el 1999 cuando se disputó la primera edición en la ciudad de Heféi ganada por el Sichuan Volleyball; en 2003 la competición fue suspendida a causa de la epidemia de SRAG en Asia. El equipo más laureado de la competición es el Paykan Teherán de Irán con 7 títulos, 6 de forma seguida entre 2006 y 2011. El ganador del campeonato participa en el Campeonato Mundial de Clubes de la FIVB junto a los campeones de los otros continentes.

## Campeones por temporada
| Año  | Campeón              | Finalista                   | Tercero                     |
| ---- | -------------------- | --------------------------- | --------------------------- |
| 1999 | Sichuan Volleyball   | Daejeon VC                  | Paykan Teherán              |
| 2000 | Daejeon VC           | Paykan Teherán              | Sichuan Volleyball          |
| 2001 | Daejeon VC           | Suntori Sunbirds            | Jin Han Wang                |
| 2002 | Paykan Teherán       | Sanam VC                    | Aytrau FC                   |
| 2004 | Sanam VC             | Paykan Teherán              | Aytrau FC                   |
| 2005 | Rahat CSKA           | Saipa VC                    | Shanghái Volleyball         |
| 2006 | Paykan Teherán       | Rahat CSKA                  | Yakarta BNi 46              |
| 2007 | Paykan Teherán       | Al-Hilal                    | Al-Arabi                    |
| 2008 | Paykan Teherán       | Rahat CSKA                  | Suntori Sunbirds            |
| 2009 | Paykan Teherán       | Al-Hilal                    | Al-Arabi                    |
| 2010 | Paykan Teherán       | Al-Arabi                    | Panasonic Panthers          |
| 2011 | Paykan Teherán       | Rahat CSKA                  | Shanghái Volleyball         |
| 2012 | Al-Arabi             | Shanghái Volleyball         | Kalleh                      |
| 2013 | Kalleh               | Al-Rayyan                   | Taipéi Power                |
| 2014 | Matim Varamin        | Al-Rayyan                   | Pekín BAIC Motors           |
| 2015 | Banco de taichung    | Al-Arabi                    | Paykan Teherán              |
| 2016 | Sarmayeh Bank Tehran | Al-Arabi                    | Toyoda Gosei Trefuerza      |
| 2017 | Sarmayeh Bank Tehran | Toyoda Gosei Trefuerza      | Al-Arabi                    |
| 2018 | Khatam Ardakan       | Atyrau                      | Wapda                       |
| 2019 | Shahrdari Varamin    | Panasonic Panthers          | Al-Rayyan                   |
| 2021 | Foolad Sirjan        | Al Arabi                    | Burevestnik Almaty          |
| 2022 | Paykan Teherán       | Suntory Sunbirds            | Shahdab Yazd                |
| 2023 | Suntory Sunbirds     | Jakarta Bhayangkara Presisi | Police SC                   |
| 2024 | Foolad Sirjan        | Shahdab Yazd                | Jakarta Bhayangkara Presisi |

## Títulos por País
| País               | Oro | Plata | Bronce | Total |
| ------------------ | --- | ----- | ------ | ----- |
| Irán               | 17  | 5     | 4      | 26    |
| Corea del Sur      | 2   | 1     | -      | 3     |
| Catar              | 1   | 6     | 5      | 12    |
| Kazajistán         | 1   | 4     | 3      | 8     |
| Japón              | 1   | 4     | 3      | 8     |
| China              | 1   | 1     | 5      | 7     |
| República de China | 1   | -     | 1      | 2     |
| Arabia Saudita     | -   | 2     | -      | 2     |
| Indonesia          | -   | 1     | 2      | 3     |
| Pakistán           | -   | -     | 1      | 1     |